# Tom Doyle
Tom Doyle (* 24. August 1955 in Colorado Springs) ist ein US-amerikanischer Theologe, Pastor, Missionar und Autor christlicher Bücher.

## Leben und Wirken
Tom Doyle wuchs in Las Vegas/Nevada als Sohn eines FBI-Agenten auf. Dem Besuch einer katholischen Schule folgte ein Studium für Evangelische Theologie an der Biola University in Kalifornien, das er 1979 abschloss. Dort lernte er seine Frau JoAnn kennen. Nach der Heirat im Jahr 1980 studierte er bis 1983 weiter am Dallas Theological Seminary (DTS), Texas. Danach arbeitete er als Pastor für Kirchen in Colorado Springs, Texas und New Mexico. 1995 begann er als staatlich lizenzierter Reiseleiter biblische Touren nach Israel, Jordanien und Ägypten durchzuführen. 2001 wurde er Direktor der Bereiche Mittlerer Osten und Nordafrika der „e3 Partners“ („E3“ steht für: equip believers to evangelize their nation and establish new churches) in Plano (Texas), einem globalen Dienst für Gemeindegründungen.
Er ist Vizepräsident der „Church and Ministry Partnerships“, ist als Referent der Themengebiete Israel, Nahostkonflikt und Islam weltweit unterwegs und spricht bei Veranstaltungen wie der „Calvary Chapel Missions Conference“. Er spricht im amerikanischen Fernsehen bei Sendern wie „FOX News“, „The 700 Club“, „Daystar“ und „LeSea“ und bei mehr als 200 Radio-Programmen, so auch bei der Sendung „Focus on the Family“. Schon weit über 100 Reisen führten ihn in die islamische Welt, begleitet von mehrjährigen Aufenthalten.
Tom Doyle ist seit 1980 mit seiner Frau JoAnn verheiratet. Das Paar hat sechs Kinder und wohnt in Frisco (Texas).

## Ehrungen
- 2008: WSFA Small Press Award
- 2008: Ehrendoktorwürde zum Doctor of Divinity (DD) durch das Asia Theological Seminary.[8]

## Veröffentlichungen
- Two Nations Under God: Why You Should Care about Israel, B&H Books 2008, ISBN 978-0-80544771-2.
- Breakthrough: the return of hope to the Middle East, InterVarsity Press, Illinois 2008, ISBN 978-1-93406863-2.
- Dreams and Visions – Is Jesus Awakening the Muslim World?, Thomas Nelson Inc., Nashville/Tennessee 2012, ISBN 978-0-84994720-9.
- Killing Christians – Living the Faith Where it is Not Safe to Believe, Thomas Nelson Inc., Nashville/Tennessee 2015, ISBN 978-0-71803068-1.

mit Greg Webster
- Dreams and Visions: Is Jesus Awakening the Muslim World?, Thomas Nelson 1983, ISBN 978-0-84994720-9.
- Träume und Visionen: wie Muslime heute Jesus erfahren; 23 wahre Geschichten (Friedemann Lux aus dem englischen: Dreams and Visions – Is Jesus Awakening the Muslim World?), Brunnen-Verlag, Gießen 2013, ISBN 978-3-7655-4210-7.
- Im Angesicht des Todes: der Mut verfolgter Christen im Nahen Osten (Friedemann Lux aus dem englischen Killing Christians – Living the Faith Where it is Not Safe to Believe), Brunnen-Verlag, Gießen 2015, ISBN 978-3-7655-4272-5.
- Im Sturm der Verfolgung: sie erleben Gottes Kraft – Christen im Nahen Osten (Friedemann Lux aus dem englischen: Standing in the fire), Brunnen-Verlag, Gießen 2017, ISBN 978-3-7655-4316-6.
- Träume und Visionen. Wie Muslime heute Jesus erfahren – 23 wahre Geschichten, Brunnen-Verlag, Gießen 2019, ISBN 978-3-7655-0683-3.
- und JoAnn Doyle: Aufbruch in die Freiheit. Frauen in der islamischen Welt begegnen Jesus, Brunnen-Verlag, Gießen 2021, ISBN 978-3-7655-3746-2.